# 乃磨地區

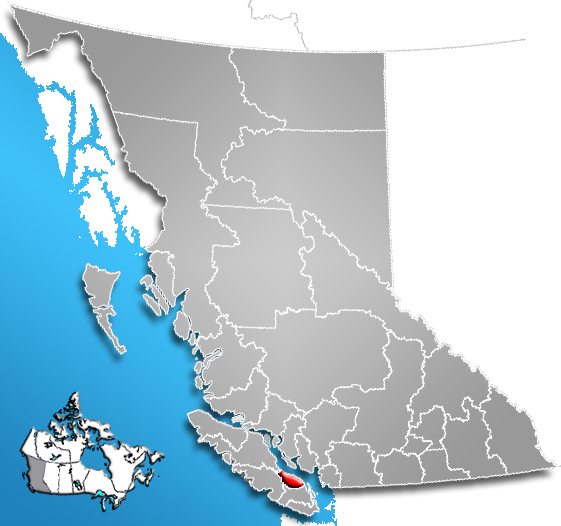
乃磨地區在卑詩省的位置

乃磨地區（英語：Regional District of Nanaimo）是加拿大卑詩省溫哥華島東部的一個行政區，於1967年8月24日成立，行政中心設於乃磨市。據2011年人口普查，區内共有146,574名居民，總面積2,038.01平方公里。

## 轄區
乃磨地區下設四個地區自治體，如下：
- 乃磨市（City of Nanaimo）
- 帕克斯維爾市（City of Parksville）
- 蘭茲維爾區（District of Lantzville）
- 誇利克姆海灘鎮（Town of Qualicum Beach）

區内的非建制地區則分為七個選區（electoral areas），如下：
- 乃磨甲選區（Electoral Area A）
- 乃磨乙選區（Electoral Area B）
- 乃磨丙選區（Electoral Area C）
- 乃磨戊選區（Electoral Area E）
- 乃磨己選區（Electoral Area F）
- 乃磨庚選區（Electoral Area G）
- 乃磨辛選區（Electoral Area H）

此區的行政機關為乃磨地區委員會，由17名委員組成。委員由兩種方法產生：代表建制城鎮的委員由該城鎮的議會委任而成，而代表非建制地區的委員則由上述七個選區内的選民直接選出。委員會内有七名委員代表乃磨市，其餘三個地區自治體和七個選區則各有一名委員。

## 外部連結
- （英文）Welcome to the RDN－乃磨地區官方網站